# Синцово (Кировская область)
Синцово — село в составе Михеевского сельского поселения Лебяжского района Кировской области России.
Основано в 1866 году и первоначально называлось деревней Мушинцы.

## Церковь
В 1915 году здесь была построена церковь, деревня стала селом и получила название Синцово по фамилии первого жителя. Церковь просуществовала в селе до 1934 года. К этому времени авторитет священнослужителей среди сельских жителей упал, и по настоянию большинства населения церковь была закрыта, после реконструкции в церковном здании расположилась школа-семилетка.

## Образование
Первая школа в Синцове была открыта земством в 1910 году. До 1913 года она размещалась в деревне Костюшонки (ныне улица Заречная) в доме крестьянина А. Г. Вараксина, позднее школа была переведена в село Синцово, в то самое здание церкви. В 1935 году школа стала неполной средней — был открыт 5-й класс.
В июне 1941 года в Синцово был эвакуирован детский сад № 65 г. Ленинграда. 70 дошколят разместили в здании начальной школы, а под классы приспособили свободные деревенские избы, где и проучились всю войну. Старшеклассники снова начали заниматься в церковном здании. В 1953 году Синцовская школа стала восьмилетней, а с 1995 года получила статус основной общеобразовательной школы. В 1969 году в Синцове появилось новое школьной здание, а церковь была разобрана.
В 1939 году в Синцове появилась изба-читальня. Расположилась она в доме раскулаченного Александра Федоровича Синцова. В том же доме находился и сельский Совет, который был образован в 1928 году в деревне Матушканы и назывался Камене-Матушканским. Это название еще долгое время сохранялось за сельсоветом, и лишь в 1969 году он был переименован в Синцовский.

## Колхоз
Еще до организации колхозов в селе Синцово образовалась первая в районе коммуна имени Сталина, руководил которой Андрей Архипович Черепанов. Она просуществовала до 1932 года. Затем на её базе был организован колхоз имени Сталина. Первым председателем колхоза был избран Кузьма Филиппович Смышляев. 1935 год порадовал селян обильным урожаем зерновых. Правительством было принято решение о поощрении хозяйств за сверхплановую сдачу зерна государству. Колхоз имени Сталина перевыполнил план сдачи хлеба и в 1936 году был премирован автомобилем. Это была первая в районе «полуторка». Колхозники очень гордились полученной машиной, и ни с чем не сравнима была их радость, когда они первыми в районе повезли сдавать государству полторы тонны зерна враз на своим трудом заработанной машине.
В 50-е годы в связи с укрупнением все деревни сельсовета объединилисьв колхоз «Родина», председателем которого стал Ведерников Василий Романович. В 1959 году колхоз «Родина» был переименован в колхоз «Колос». Сделано это было в связи с переходом территории сельского Совета в Советский район, в котором уже было хозяйство с таким названием.

## Село в разные годы
После войны началось активное строительство села. в период с 1960-го по 1980-й год в Синцове были построены школа, детский сад, здание сельского Совета, Дом культуры, магазин, появились новые квартиры. В дома колхозников пришел водопровод, газ. Была построена дорога, возведены животноводческие фермы. Большая заслуга в столь активном развитии хозяйства принадлежала руководившему в то время колхозом председателю В. Я. Патрушеву.
Одновременно с развитием села Синцово происходило сселение жителей малых деревень на центральную усадьбу. Сейчас Синцово — центр Синцовского сельского округа.